# Kozomín
Kozomín település Csehországban, a Mělníki járásban. Kozomín Úžice, Postřižín, Zlončice és Chvatěruby településekkel határos. Lakosainak száma 478 fő (2024. január 1.).

## Népesség
A település lakosságának változását az alábbi diagram mutatja:
| Lakosok száma | 286  | 287  | 405  | 342  | 325  | 264  | 441  | 450  | 469  | 478  |
|               | 1869 | 1890 | 1921 | 1950 | 1980 | 2001 | 2017 | 2019 | 2022 | 2024 |